# Maserati Tipo 61
La Tipo 61 è una autovettura da competizione costruita dalla Maserati dal 1959 al 1961.
È stata tra le più conosciute vetture per competizioni dell'inizio degli anni sessanta, e fu studiata per le gare di durata tipo la 24 Ore di Le Mans. Era una Spider a due posti, con motore anteriore e trazione posteriore. I 16 esemplari costruiti furono acquistati da clientela statunitense. È considerata il massimo risultato raggiunto per le vetture da competizione con motore anteriore.
È principalmente nota come “Birdcage”, anche se molti modelli portarono questo soprannome, per via del telaio, che era un intricato impianto tubolare contenente circa 200 tubi di acciaio al Cromo ed al Molibdeno. Questo metodo di costruzione portava ad un telaio più rigido, ma allo stesso tempo più leggero rispetto alle altre automobili da competizione del tempo.
Con l'incassamento del parabrezza all'interno del corpo della vettura, la Maserati fu in grado di ridurre l'effetto delle nuove regole della 24 Ore di Le Mans che richiedevano un parabrezza alto.
La scuderia Camoradi divenne famosa per le sue vittorie con le Tipo 61, ma, nonostante il modello fosse più veloce delle concorrenti sul tracciato, non era sufficientemente affidabile per i frequenti problemi al cambio.
La Maserati MC12 è disponibile solo in bianco e blu come tributo alla Tipo 61 e la scuderia Camoradi.
Il motore era a quattro cilindri in linea aspirato da 2890,3 cm³ di cilindrata con due carburatori tipo Weber 48 DC03, che erogava una potenza all'albero motore di 250 bhp a 6800 giri al minuto. L'alesaggio dei cilindri era di 100 mm mentre la corsa era di 92 mm. Questo propulsore derivava dal quattro cilindri installato sulla 250 S, con cilindrata potenziata al limite che il monoblocco potesse sopportare. La distribuzione era a due valvole per cilindro a doppio albero a camme in testa. Il rapporto di compressione era di 9,8:1.
Il cambio era a cinque rapporti manuale, e le sospensioni erano a doppio braccio trasversale sia sull'avantreno che sul retrotreno. Quelle anteriori erano a molle elicoidali con ammortizzatori telescopici e barra stabilizzatrice, mentre quelli posteriori erano con ponte De Dion, balestra trasversale, ammortizzatori telescopici e barra stabilizzatrice. I freni erano a disco sulle quattro ruote con comando idraulico. La velocità massima era di 285 km/h.

## Le competizioni
La Tipo 61 vinse la prima gara nel 1959 con alla guida Stirling Moss, attirando l'attenzione di Lloyd Casner. Casner fondò in seguito la Camoradi, e portò in gara tre Tipo 61 nella 24 Ore di Le Mans del 1960, durante questa edizione, una di esse raggiunse sul rettilineo dell'Hunaudières la velocità di 270 km/h, una punta velocistiva mai toccata prima di allora da una vettura di 3 litri di cilindrata.
Il modello non vinse mai a Le Mans per problemi di affidabilità, ma si impose nel 1960 e nel 1961 ai 1000 km del Nürburgring.

## Le serie “Birdcage”

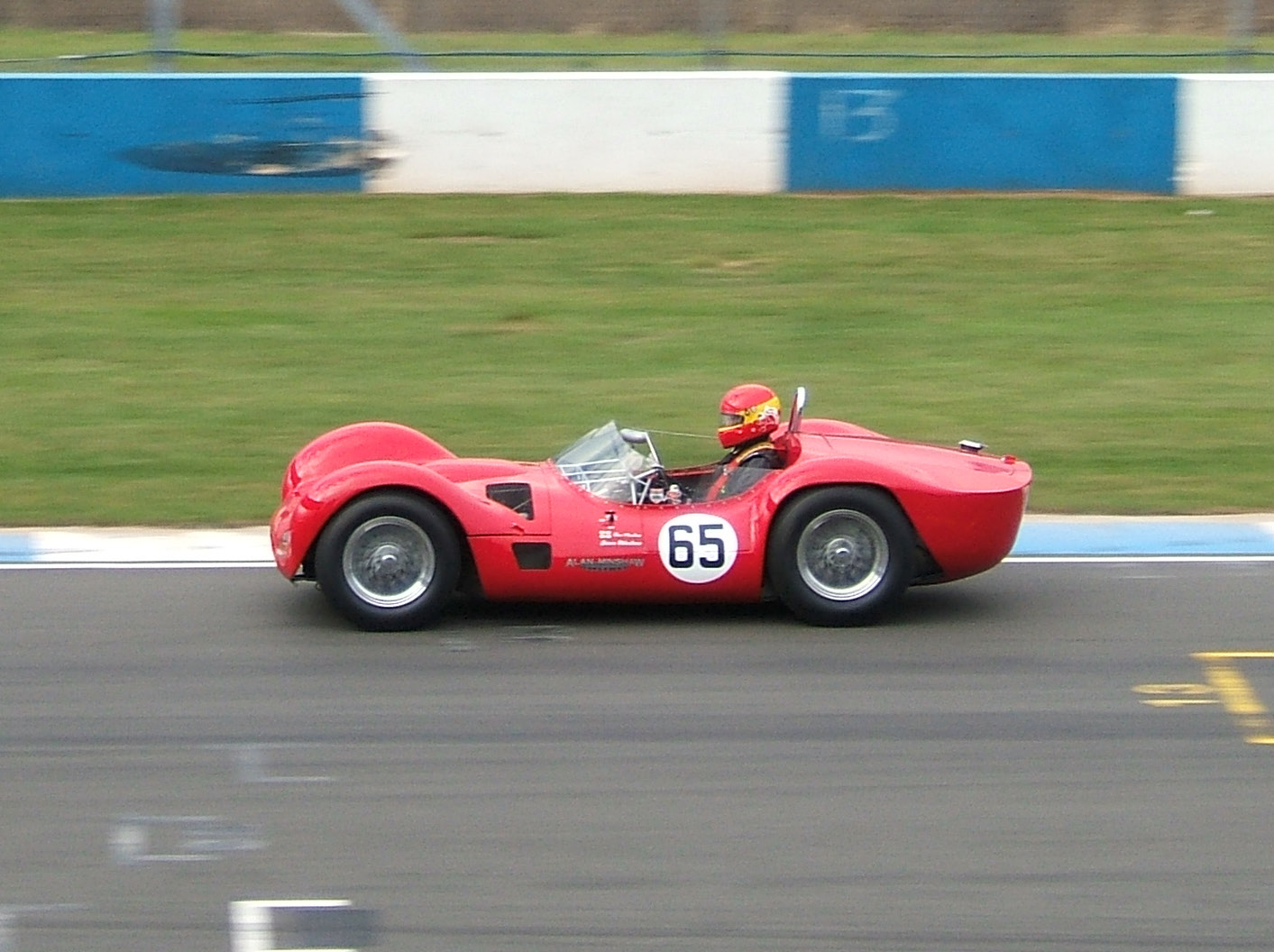
Una Maserati Tipo 61

La Tipo 61 fu la più nota della serie di cinque modelli progettati da Giulio Alfieri con il soprannome “Birdcage”, tutti basati su un intricato telaio multitubolare. Tutti i modelli avevano sospensioni anteriori indipendenti , il ponte De Dion, i freni a disco sulle quattro ruote ed un cambio a cinque rapporti.
Queste erano:
“Tipo 60” aveva installato un motore da 2 litri di cilindrata erogante 200 hp. I cilindri erano a 45° e la vettura pesava 570 kg. La velocità massima era di 270 km/h.
”Tipo 61” montava un motore quattro cilindri da 2,9 litri che erogava una potenza di 250 hp,  anch'esso con cilindri a 45° ma la vettura aveva un peso di 600 kg. La velocità massima era di 285 km/h.

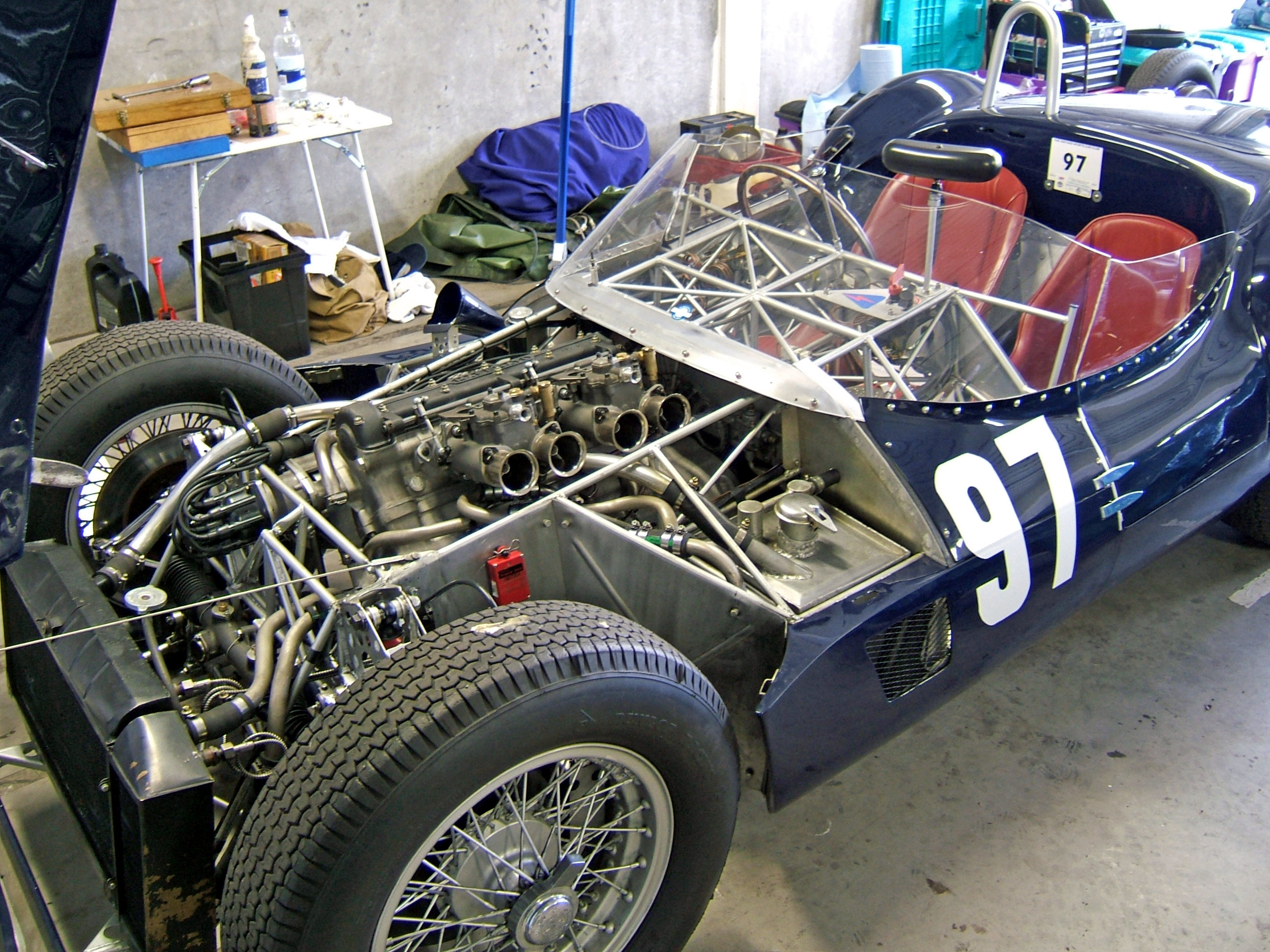
Il motore della Maserati Tipo 61

”Tipo 63” aveva installato il motore a sei cilindri da 3 litri di cilindrata montato su una vettura di Formula 1, la 250F. Il motore era centrale con angolo dei cilindri di 60°.
”Tipo 64” montava un motore centrale di sei cilindri e 3 litri di cilindrata, con un telaio aggiornato con più tubi di lega leggera. Il modello era soprannominato “Supercage”.
”Tipo 65” aveva installato un motore V8 da 5 litri di cilindrata erogante 430 hp che portava la vettura a raggiungere i 350 km/h. Il telaio derivava dalla Tipo 64.

## Il revival
La Maserati Birdcage 75th è stata una concept car dedicata alla serie “Birdcage” ed all'anniversario dei 75 anni di Pininfarina. Montava un motore V12 erogante 700 bhp.